# 希欽和哈彭登 (英國國會選區)
希欽和哈彭登（英語：Hitchin and Harpenden），英國國會一郡選區，包括英格蘭東部赫特福德郡北赫特福德郡和聖奧爾本斯一部。始設於1997年。
本區當區議員為保守黨的彼得·萊利。2010年大選中他以54.6%選票勝出該區三度連任。